# 亚历山大·彼得罗维奇 (1914年)
亚历山大·彼得罗维奇（羅馬化：Aleksandar Petrović，1914年9月8日—1987年7月31日），塞尔维亚男子足球运动员，司职前锋。他曾入选1948年夏季奥林匹克运动会南斯拉夫男子足球队名单，但并未上场参赛。